# Locomotiva kkStB 99
Le locomotive kkStB 99 erano locotender a vapore per servizio viaggiatori su linee secondarie delle KkStB, a 2 cilindri e doppia espansione, di rodiggio 1-3-0.

## Storia
Le locomotive iniziarono ad essere consegnate nel 1897 dalla fabbrica di locomotive Floridsdorf per il parco rotabili delle Ferrovie statali imperial-regie dell'Austria (ove furono classificate come "kkStB 99"); vennero costruite anche dalla fabbrica Krauss di Linz tra il 1899 e il 1906 e, in misura minore, dalla BMMF. Nel 1908 raggiungevano il numero complessivo di 69 unità a cui si aggiungevano le cinque (gruppo NÖLB 2) costruite tra il 1903 e il 1907 per le "Niederösterreichische Landesbahnen", che circolavano sulla Korneuburg - Hohenau Lokalbahn. Le kkStB 99 operarono nelle aree di Karlsbad, Laibach e Knittelfeld. Cinque unità trovarono impiego sulle linee suburbane di Vienna al traino dei treni leggeri. Le locomotive di Karlsbad furono impiegate anche sulle rampe della Schlackenwerth-Joachimsthal Lokalbahn con pendenze fino a 50 per mille.
Dalle "99" derivò, tra il 1908 e il 1913, la locomotiva kkStB 199 costruita in 20 unità di potenza più elevata.
In seguito alla sconfitta dell'Austria nella prima guerra mondiale vennero ripartite tra vari stati per risarcimento danni di guerra; l'Italia ne ebbe 5 unità (classificate come FS 876), la Jugoslavia 11 unità e la Cecoslovacchia. 34 locomotive rimaste in Austria divennero "BBÖ 99" mantenendo il loro numero ex-kkStB.
Nel 1923 in seguito alla nazionalizzazione delle ferrovie anche le locomotive NÖLB ebbero la classificazione BBÖ 99.70-74 (ex classe 2).
Nel periodo fra le due guerre mondiali le locomotive furono impiegate sulle linee secondarie di Wels, Bad Radkersburg, Pöchlarn e su molte altre linee secondarie. In seguito all'Anschluss, nel 1938 la Deutsche Reichsbahn incorporò le locomotive della classe 99 quali DR 98.1301-1324.
Nel 1953 le Ferrovie federali austriache (ÖBB) avevano in funzione ancora oltre 15 ex-99 come ÖBB.91. Le ultime unità vennero accantonate entro il 1972.

## Caratteristiche
Le locomotive kkStB 99 erano macchine a vapore saturo, a 2 cilindri e a doppia espansione; il rodiggio era costituito da tre assi motori accoppiati e ruota di guida portante anteriore. Le casse d'acqua erano poste a fianco della caldaia della locomotiva quasi per tutta la sua lunghezza e fornivano una buona scorta per il servizio. La velocità era piuttosto modesta, 50 km/h ma sufficiente al servizio su linee secondarie. La potenza della macchina era di circa 300 CV.

## Ripartizione delle locomotive prodotte per fabbrica[2]
| Fabbrica    | periodo (anni) | quantità | gruppo e numeri | note                                                              |
| ----------- | -------------- | -------- | --------------- | ----------------------------------------------------------------- |
| Floridsdorf | 1897-1899      | 20       | 99.01-20        |                                                                   |
| Krauss      | 1899-1902      | 30       | 99.21-50        |                                                                   |
| Floridsdorf | 1902           | 6        | 99.51-56        |                                                                   |
| BMMF        | 1905           | 4        | 99.57-60        | Le locomotive ebbero i nomi: Boleslav, Sobotka, Lomnice, Gerstner |
| Krauss      | 1906-1907      | 6        | 99.61-66        |                                                                   |
| BMMF        | 1907           | 3        | 99.67-69        |                                                                   |
| Krauss      | 1903-1907      | 5        | 2.01-05         | Locomotive per le "Niederösterreichische Landesbahnen" (NÖLB)     |